# Urmila Matondkar
Urmila Matondkar (født 1974) er en indisk bollywoodskuespiller.

## Filmografi
- Zaakol (1980)
- Kalyug (1981) .... Parikshit ... aka The Machine Age
- Masoom (1983) .... Pinky D. Malhotra ... aka Innocent
- Bhavna (1984) .... Ram Kishen's Daughter
- Sur Sangam (1985) .... Das Babu's pupil
- "Zindagi" (1987) TV Series
- Dacait (1987) .... Shanta
- Chanakyan (1989) .... Remu
- Bade Ghar Ki Beti (1989) .... Pushpa
- Narasimha (1991) .... Meenu S. Singh
- Chamatkar (1992) .... Mala Kumar
- Antam (1992) .... Bhavna ... aka Anth (India: Hindi title: dubbed version)
- Drohi (1992) .... Bhavana (Krishna's sister)
- Shreemaan Aashique (1993) .... Shakuntala (Shaku)
- Gaayam (1993) .... Chitra
- Bedardi (1993)
- Tejasvini (1994)
- Aa Gale Lag Jaa (1994) .... Roshni
- Kanoon (1994) .... Shalu ... aka The Law (International: English title)
- Thacholi Varghese Chekavar (1995) .... Maya
- Money Money (1995)
- Rangeela (1995) .... Mili Joshi ... aka Full of Colour (USA: TV title)
- Shikaar (1996)
- Indian (1996) .... Sapna ... aka Bharateeyudu (India: Telugu title: dubbed version) ... aka Hindustani (India: Hindi title: dubbed version)
- Anaganaga Oka Roju (1997)
- Judaai (1997) .... Jhanhvi Sahni
- Mere Sapno Ki Rani (1997) .... Sapna
- Daud: Fun on the Run (1997) .... Bhavani
- Aflatoon (1997) .... Pooja
- China Gate (1998) .... Sensational dancer
- Chhota Chetan (1998) .... Miss Hawa Hawai
- Satya (1998) .... Vidya
- Kudrat (1998) .... Madhu
- Kaun (1999) .... Miss Malhotra ... aka Evaru (India: Telugu title: dubbed version) ... aka Thriller (India: English title)
- Jaanam Samjha Karo (1999) .... Chandni
- Hum Tum Pe Marte Hain (1999) .... Radhika
- Mast (1999) .... Mallika
- Dillagi (1999)
- Khoobsurat (1999) .... Shivani
- Kunwara (2000) .... Urmilla Singh
- Jungle (2000) .... Anu Malhotra
- Deewane (2000) .... Sapna
- Pyaar Tune Kya Kiya (2001) .... Ria
- Lajja (2001) .... Special appearance ... aka The Shame (India: English title: literal title)
- Company (2002) .... Special Appearance (Title sequence)
- Om Jai Jagadish (2002) .... Neetu
- Deewangee (2002) .... Sargam ... aka Obsession (International: English title)
- Pinjar (2003) .... Puro/Hamida ... aka The Cage (International: English title: informal title)
- Bhoot (2003) .... Swati ... aka Ghost (International: English title: informal literal title) ... aka Ghost House (Philippines: English title)
- Tehzeeb (2003) .... Tehzeeb Mirza
- Ek Hasina Thi (2004) .... Sarika Vartak ... aka There Was a Beautiful Girl (India: English title)
- Naina (2005) .... Naina ... aka Evil Eyes (International: English title: informal literal title)
- Maine Gandhi Ko Nahin Mara (2005) .... Trisha Chaudhury
- Ek Dhun Banaras Kee (2006) .... Shwetambari M. 'Shweta' Nath ... aka Banaras (India: Hindi title) ... aka Banaras: A Mystic Love Story (India: English title)
- Bas Ek Pal (2006) .... Anamika Joshi
- Speed (2007)
- Sholay (2007) .... Dancing Seductress – 'Mehbooba Mehbooba'